# Hiroshi Ōhashi
Hiroshi Ōhashi (jap. 大橋 浩司, Ōhashi Hiroshi; * 27. Oktober 1959 in Iga) ist ein ehemaliger japanischer Fußballspieler und -trainer.

## Karriere
Ōhashi spielte in der Jugend für die Osaka University of Health and Sport Sciences.
Von 2004 war er der Trainer des S.-League-Vereins Albirex Niigata. Im November 1994 übernahm er zusätzlich das Amt des Trainers der Japanische Fußballnationalmannschaft der Frauen.